# 4128 UKSTU
4128 UKSTU è un asteroide della fascia principale. Scoperto nel 1988, presenta un'orbita caratterizzata da un semiasse maggiore pari a 2,5557721 UA e da un'eccentricità di 0,1393611, inclinata di 12,80058° rispetto all'eclittica.